# Carex neohebridensis
Carex neohebridensis là một loài thực vật có hoa trong họ Cói. Loài này được Guillaumin & Kük. mô tả khoa học đầu tiên năm 1937.